# Eutettix marquezi
Eutettix marquezi är en insektsart som beskrevs av Baltasar Merino 1936. Eutettix marquezi ingår i släktet Eutettix och familjen dvärgstritar. Inga underarter finns listade i Catalogue of Life.